# Tryton (superkomputer)

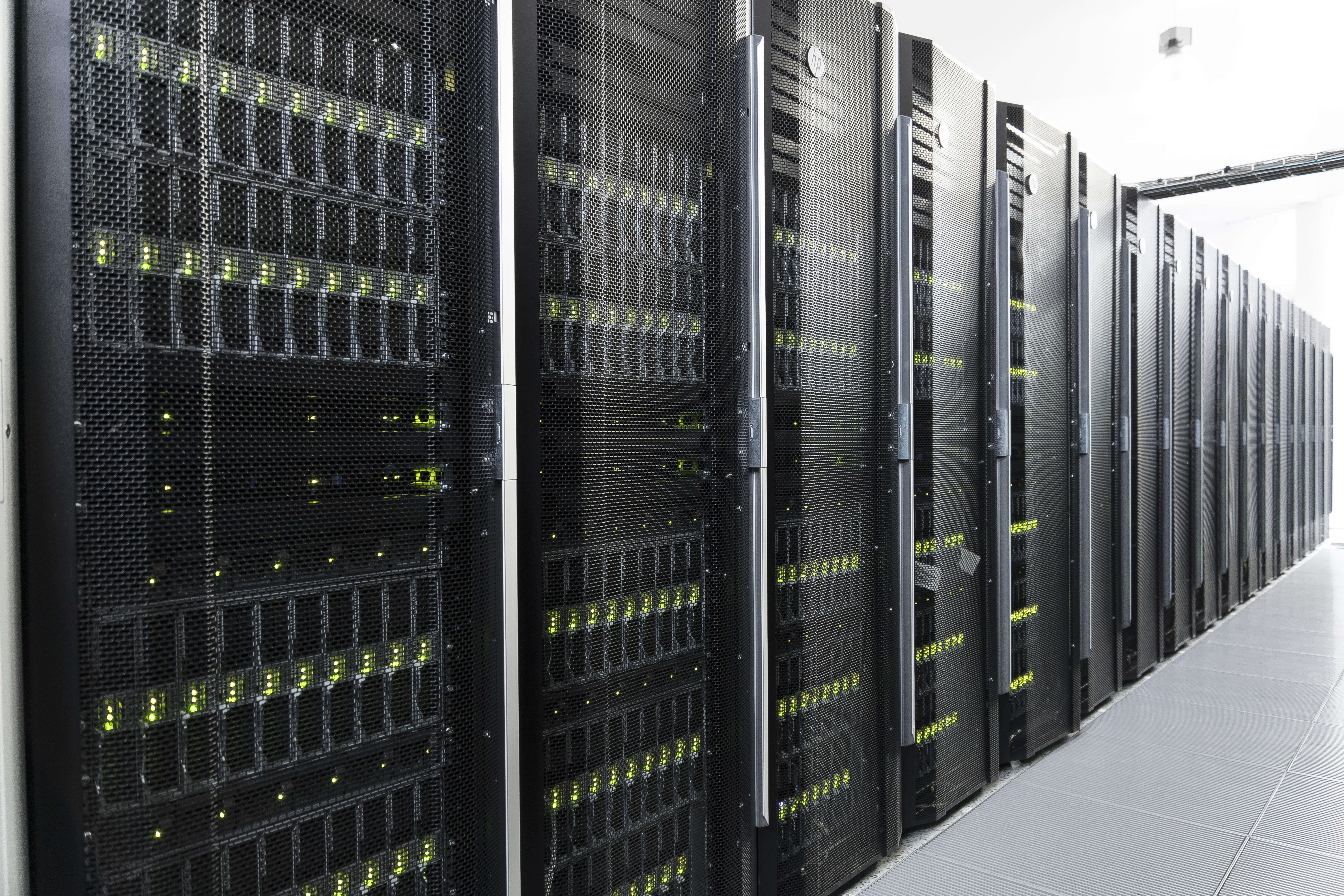
Superkomputer Tryton w CI TASK Politechniki Gdańskiej

Tryton – superkomputer, klaster, będący częścią Centrum Informatycznego Trójmiejskiej Akademickiej Sieci Komputerowej (CI TASK).
Klaster uruchomiony 2 marca 2015 na Politechnice Gdańskiej składa się z 3214 procesorów i 38568 rdzeni upakowanych w 1607 węzłów, zdolnych wykonać 1,48 biliarda operacji na sekundę. W chwili uruchomienia był najszybszym komputerem w Polsce, jego parametry plasują go na 92. miejscu światowej listy TOP500 (lista 06/2016) superkomputerów uzyskujących najlepsze wyniki w teście LINPACK. Całość została umieszczona w ponad 40 szafach, waży ok. 20 ton i została dostarczona przez konsorcjum przedsiębiorstw Megatel i Action.
Klaster zastąpił działającego w tym miejscu od 2008 swojego poprzednika: superkomputer Galera, który miał 10-krotnie mniejszą moc obliczeniową. Jest sercem zlokalizowanego na politechnice Projektu CD NIWA (Centrum Doskonałości Naukowej Infrastruktury Wytwarzania Aplikacji). Celem Centrum jest m.in. poszukiwanie nowych rozwiązań informatycznych wymagających dużych mocy obliczeniowych. Ideą CD NIWA jest współpraca różnych środowisk: naukowców, ekspertów, biznesu i indywidualnych użytkowników – pasjonatów, w tym również studentów w mieszanych, często rozproszonych geograficznie, zespołach wspomagana przez specjalistyczną infrastrukturę IT, zapewnianą przez superkomputer. Centrum udostępnia specjalistyczne platformy, które umożliwiają tworzenie aplikacji naukowych, multimedialnych i mobilnych. Zespół doradczy zapewnia merytoryczną pomoc wykorzystaniu zasobów projektu, co podnosi umiejętności cyfrowe wśród uczestników. Ideą Centrum jest budowanie społeczności wirtualnej, ukierunkowanej na konkretne projekty badawcze, ze szczególnym uwzględnieniem dyscyplin uznanych w Polsce za priorytetowe, takich jak: energetyka, ochrona środowiska, czy medycyna. Dzięki wykorzystaniu superkomputera można realizować symulowane eksperymenty w przestrzeni wirtualnej, taniej i szybciej niż w warunkach rzeczywistych.
Podobne superkomputery znajdują się w ośrodkach komputerów dużej mocy w Krakowie (Cyfronet AGH), Wrocławiu (WCSS), Warszawie (ICM) i Poznaniu (PCSS).